# Ján Čapkovič
Ján Čapkovič (* 11. ledna 1948, Bratislava) je bývalý slovenský fotbalista, československý reprezentant. Jeho bratr-dvojče Jozef byl rovněž československým fotbalovým reprezentantem.

## Klubová kariéra
Celá jeho hráčská kariéra je spojena se dvěma bratislavskými kluby – Slovanem (1967–1977) a ČH Bratislava (1977–1983). Se Slovanem se stal třikrát mistrem Československa (1970, 1974, 1975) a jednou získal československý pohár (1968). Byl nejlepším střelcem československé ligy v roce 1972. V lize odehrál 285 utkání a vstřelil 100 gólů (člen Klubu ligových kanonýrů).
Ve své době patřili mezi nejrychlejší hráče, Ján dokázal zaběhnout 100 m za 11,0 s, jeho bratr Jozef za 10,8 s.
Za největší úspěch lze považovat vítězství v Poháru vítězů pohárů z roku 1969 se Slovanem Bratislava, ve finále proti Barceloně vstřelil gól Slovanu na 3:1. Poté FC Barcelona dokázala pouze stav korigovat na 3:2. Zápas se hrál na neutrálním hřišti 21. května 1969 ve švýcarské Basileji.

## Ligová bilance
| Ročník                                   | Zápasy | Góly | Klub              |
| ---------------------------------------- | ------ | ---- | ----------------- |
| 1. československá fotbalová liga 1967/68 | 25     | 3    | Slovan Bratislava |
| 1. československá fotbalová liga 1968/69 | 24     | 7    | Slovan Bratislava |
| 1. československá fotbalová liga 1969/70 | 29     | 7    | Slovan Bratislava |
| 1. československá fotbalová liga 1970/71 | 29     | 9    | Slovan Bratislava |
| 1. československá fotbalová liga 1971/72 | 30     | 19   | Slovan Bratislava |
| 1. československá fotbalová liga 1972/73 | 29     | 8    | Slovan Bratislava |
| 1. československá fotbalová liga 1973/74 | 30     | 14   | Slovan Bratislava |
| 1. československá fotbalová liga 1974/75 | 30     | 16   | Slovan Bratislava |
| 1. československá fotbalová liga 1975/76 | 30     | 8    | Slovan Bratislava |
| 1. československá fotbalová liga 1976/77 | 30     | 9    | Slovan Bratislava |
| CELKEM                                   | 285    | 100  |                   |

## Reprezentační kariéra
Reprezentační kariéru zahájil 25. září 1968 v kvalifikačním zápase na MS 1970 proti Dánsku. Mistrovství světa roku 1970 v Mexiku se zúčastnil, odehrál zápas základní skupiny proti Anglii. Poslední zápas odehrál jako 26letý 20. prosince 1974 v přátelském zápase proti Íránu.
Hrál v kvalifikačním dvojzápase o postup na Olympijské hry v Mexiku 1968 jako člen olympijského výběru proti SSSR. Samotného turnaje se nezúčastnil z důvodu, že oddílové zájmy převážily nad zájmy reprezentačními. Se souhlasem vedení dodaly oddíly jen po jednom hráči, aby prý nebyla narušena domácí soutěž. Takže československý tým hrál na Olympijských hrách v Mexiku 1968 v podstatě v jiné sestavě než v kvalifikaci.
Se svým bratrem se v reprezentačním dresu na hřišti nepotkal, pokud by se stalo, mohli se stát prvními dvojčaty na světě v reprezentačním týmu. Toto prvenství nakonec získali bratři René a Willi van de Kerkhofové z Holandska.
V československé reprezentaci sehrál 20 zápasů a vstřelil 6 gólů.